# Elisabetta Sofia di Meclemburgo-Güstrow
Elisabetta Sofia di Meclemburgo-Güstrow (Güstrow, 20 agosto 1613 – Luneburgo, 12 luglio 1676) è stata duchessa consorte di Brunswick-Lüneburg dal 1666 al 1676, come moglie di Augusto il Giovane.
Fu una poetessa, oltre che compositrice di inni e arie devozionali.

## Biografia

### Giovinezza
Elisabetta Sofia, secondogenita di Giovanni Alberto II e di Margherita Elisabetta di Meclemburgo, iniziò gli studi musicali presso la corte della sua famiglia, nella cui orchestra rientravano musicisti inglesi quali William Brade. Quando il regno di suo padre venne minacciato dalla guerra dei trent'anni, si trasferì, nel 1628, nell'Assia-Kassel.

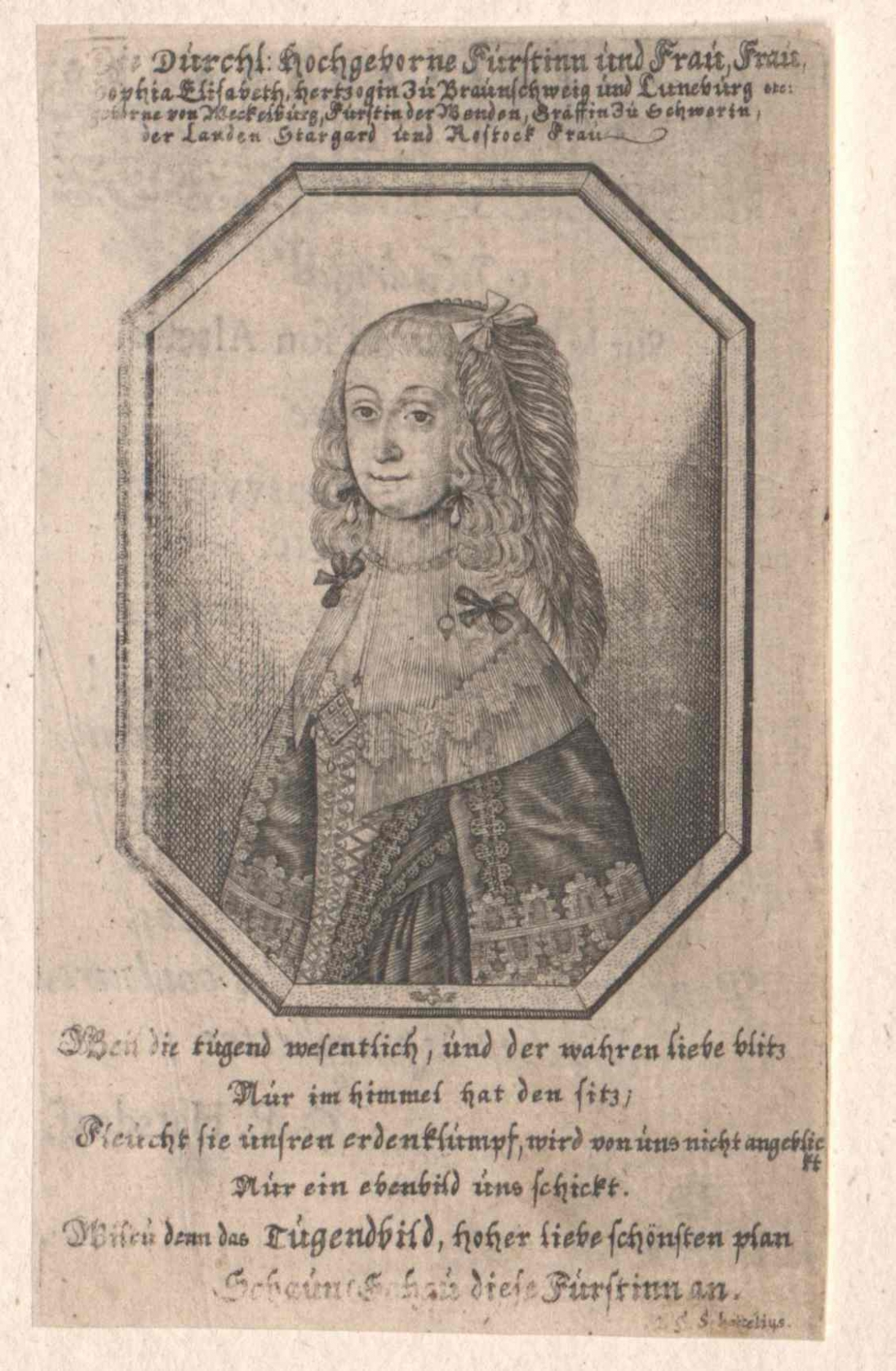
Elisabetta Sofia ritratta da Conrad Buno

Qui continuò a vivere in un ambiente permeato dalla musica e, oltre a ricevere l'incarico di organizzare l'orchestra della corte, poté stringere stretti rapporti lavorativi con Heinrich Schütz. Probabilmente, fu sua collaboratrice nella composizione delle arie dello spettacolo teatrale Theatralische neue Vorstellung von der Maria Magdalena.

### Matrimonio
Sposò nella sua città natale, Güstrow, Augusto di Brunswick-Lüneburg, diventando la sua terza moglie all'età di 21 anni, il 13 luglio 1635.

### Carriera musicale
Alcune delle sue opere vennero stampate nel 1651 e nel 1667. Nel primo caso possiamo citare la Vinetum Evangelicum, Evangelischer Weinberg, che si ritiene sia stata la prima opera musicale pubblicata da una donna in Germania.

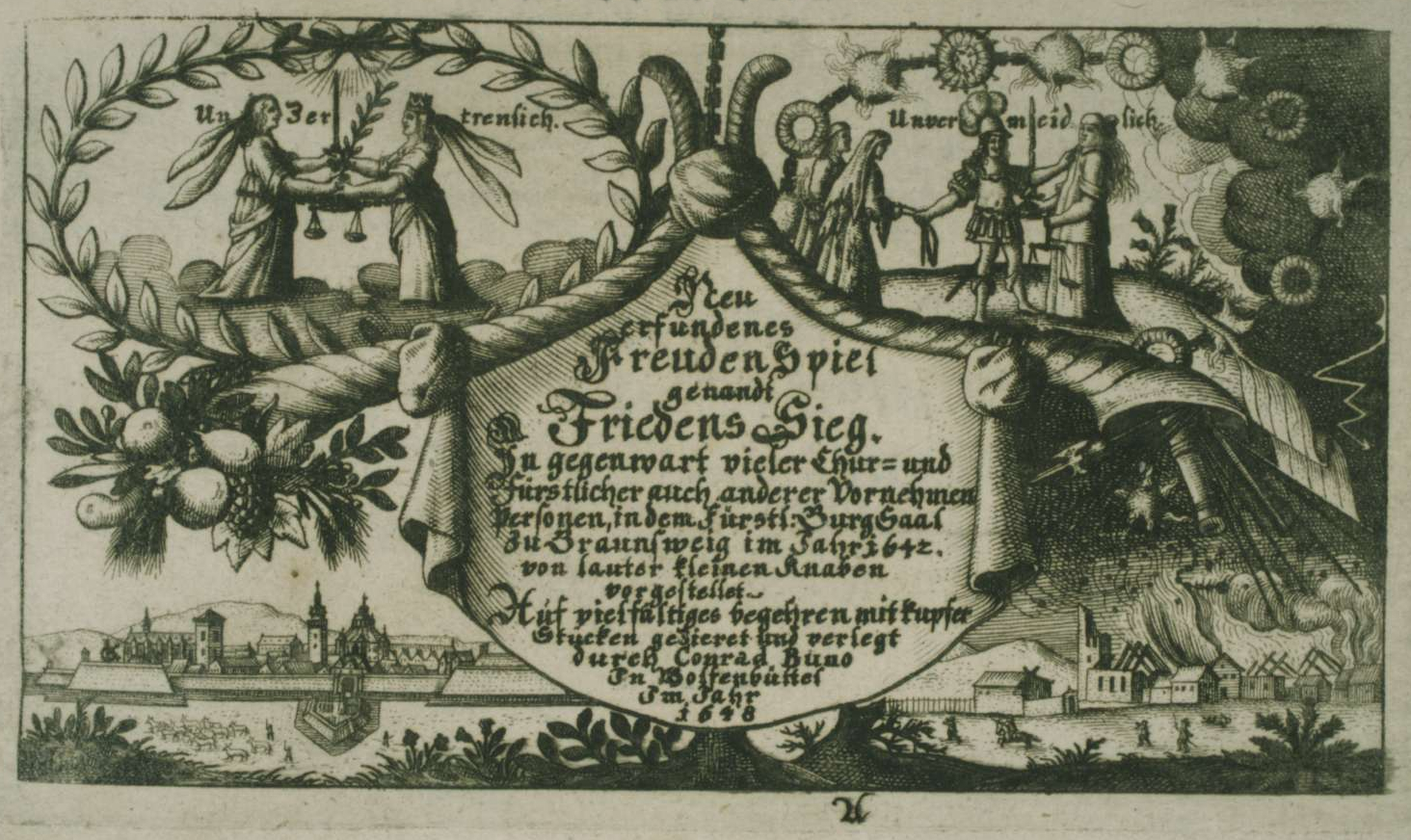
Frontespizio realizzato nel 1648 di Friedens Sieg

Era impegnata anche nell'intrattenimento di corte, organizzando balletti, esibizioni teatrali e mascherate, e come librettista. Due suoi drammi oggi conosciuti sono Friedens Sieg (1642), scritto a Braunschweig, e Glückwünschende Freudensdarstellung (1652), a Luneburgo, dove morì all'età di 62 anni.

## Opere

### Elenco parziale
- Friedens Sieg (Braunschweig, 1642);
- Vinetum Evangelicum, Evangelischer Weinberg (1651);
- Glückwünschende Freudensdarstellung (Luneburgo, 1652).

## Discendenza
Elisabetta Sofia di Meclemburgo-Güstrow e Augusto di Brunswick-Lüneburg ebbero due figli e una figlia:
- Ferdinando Alberto (Braunschweig, 22 maggio 1636 - Bevern, 23 aprile 1687), sposò la langravia Cristina d'Assia-Eschwege (Kassel, 30 ottobre 1649 - Bevern, 18 marzo 1702) il 25 novembre 1667 a Eschwege ed ebbero sette figli e due figlie;[3]
- Maria Elisabetta (Braunschweig, 7 gennaio 1638 - Coburgo, 15 febbraio 1687), sposò in prime nozze, il 18 gennaio 1663 a Wolfenbüttel, il duca Adolfo Guglielmo di Sassonia-Eisenach (Weimar, 14 maggio 1632 - Eisenach, 22 novembre 1668), con cui ebbe cinque figli.[4] Rimasta vedova, sposò in seconde nozze, il 18 luglio 1676 a Gotha, il duca Alberto di Sassonia-Coburgo (Gotha, 24 maggio 1648 - Coburgo, 6 agosto 1699), con cui ebbe un figlio;[4]
- Cristiano Francesco (Braunschweig, 1⁰ agosto 1639 - Braunschweig, 8 dicembre 1639).

## Titoli e trattamento
- 20 agosto 1613 - 13 luglio 1635: Sua Altezza, la duchessa Elisabetta Sofia di Meclemburgo-Güstrow
- 13 luglio 1635 - 17 settembre 1666: Sua Altezza Serenissima, la duchessa di Brunswick-Lüneburg
- 17 settembre 1666 - 12 luglio 1676: Sua Altezza Serenissima, la duchessa madre di Brunswick-Lüneburg

## Ascendenza
|                                            |                                    |                                   | Genitori                      |  |  | Nonni |  |  | Bisnonni                                   |  |  | Trisnonni                          |  |
|                                            |                                    |                                   |                               |  |  |       |  |  | Giovanni Alberto I di Meclemburgo-Schwerin |  |  | Alberto VII di Meclemburgo-Güstrow |  |
|                                            |                                    |                                   |                               |  |  |       |  |  | Giovanni Alberto I di Meclemburgo-Schwerin |  |  | Alberto VII di Meclemburgo-Güstrow |  |
|                                            |                                    | Anna di Brandeburgo               |                               |  |  |       |  |  | Giovanni Alberto I di Meclemburgo-Schwerin |  |  |                                    |  |
| Giovanni VII di Meclemburgo-Schwerin       |                                    |                                   |                               |  |  |       |  |  | Giovanni Alberto I di Meclemburgo-Schwerin |  |  |                                    |  |
|                                            |                                    | Anna Sofia di Prussia             | Alberto I di Prussia          |  |  |       |  |  |                                            |  |  |                                    |  |
|                                            |                                    | Anna Sofia di Prussia             | Alberto I di Prussia          |  |  |       |  |  |                                            |  |  |                                    |  |
|                                            |                                    | Anna Sofia di Prussia             | Dorotea di Danimarca          |  |  |       |  |  |                                            |  |  |                                    |  |
| Giovanni Alberto II di Meclemburgo-Güstrow |                                    | Anna Sofia di Prussia             |                               |  |  |       |  |  |                                            |  |  |                                    |  |
|                                            |                                    | Adolfo di Holstein-Gottorp        | Federico I di Danimarca       |  |  |       |  |  |                                            |  |  |                                    |  |
|                                            |                                    | Adolfo di Holstein-Gottorp        | Federico I di Danimarca       |  |  |       |  |  |                                            |  |  |                                    |  |
|                                            |                                    | Adolfo di Holstein-Gottorp        | Sofia di Pomerania            |  |  |       |  |  |                                            |  |  |                                    |  |
| Sofia di Holstein-Gottorp                  |                                    | Adolfo di Holstein-Gottorp        |                               |  |  |       |  |  |                                            |  |  |                                    |  |
|                                            |                                    | Cristina d'Assia                  | Filippo I d'Assia             |  |  |       |  |  |                                            |  |  |                                    |  |
|                                            |                                    | Cristina d'Assia                  | Filippo I d'Assia             |  |  |       |  |  |                                            |  |  |                                    |  |
|                                            |                                    | Cristina d'Assia                  | Cristina di Sassonia          |  |  |       |  |  |                                            |  |  |                                    |  |
| Elisabetta Sofia di Meclemburgo-Güstrow    |                                    | Cristina d'Assia                  |                               |  |  |       |  |  |                                            |  |  |                                    |  |
|                                            | Alberto VII di Meclemburgo-Güstrow | Magnus II di Meclemburgo-Schwerin |                               |  |  |       |  |  |                                            |  |  |                                    |  |
|                                            | Alberto VII di Meclemburgo-Güstrow | Magnus II di Meclemburgo-Schwerin |                               |  |  |       |  |  |                                            |  |  |                                    |  |
|                                            | Alberto VII di Meclemburgo-Güstrow | Sofia di Pomerania-Wolgast        |                               |  |  |       |  |  |                                            |  |  |                                    |  |
| Cristoforo di Meclemburgo                  | Alberto VII di Meclemburgo-Güstrow |                                   |                               |  |  |       |  |  |                                            |  |  |                                    |  |
|                                            |                                    | Anna di Brandeburgo               | Gioacchino I di Brandeburgo   |  |  |       |  |  |                                            |  |  |                                    |  |
|                                            |                                    | Anna di Brandeburgo               | Gioacchino I di Brandeburgo   |  |  |       |  |  |                                            |  |  |                                    |  |
|                                            |                                    | Anna di Brandeburgo               | Elisabetta di Danimarca       |  |  |       |  |  |                                            |  |  |                                    |  |
| Margherita Elisabetta di Meclemburgo       |                                    | Anna di Brandeburgo               |                               |  |  |       |  |  |                                            |  |  |                                    |  |
|                                            |                                    | Gustavo I di Svezia               | Erik Johansson Vasa           |  |  |       |  |  |                                            |  |  |                                    |  |
|                                            |                                    | Gustavo I di Svezia               | Erik Johansson Vasa           |  |  |       |  |  |                                            |  |  |                                    |  |
|                                            |                                    | Gustavo I di Svezia               | Margherita Leijonhufvud       |  |  |       |  |  |                                            |  |  |                                    |  |
| Elisabetta Vasa                            |                                    | Gustavo I di Svezia               |                               |  |  |       |  |  |                                            |  |  |                                    |  |
|                                            |                                    | Margherita Leijonhufvud           | Erik Abrahamsson Leijonhufvud |  |  |       |  |  |                                            |  |  |                                    |  |
|                                            |                                    | Margherita Leijonhufvud           | Erik Abrahamsson Leijonhufvud |  |  |       |  |  |                                            |  |  |                                    |  |
|                                            |                                    | Margherita Leijonhufvud           | Ebba Eriksdotter Vasa         |  |  |       |  |  |                                            |  |  |                                    |  |
|                                            |                                    | Margherita Leijonhufvud           |                               |  |  |       |  |  |                                            |  |  |                                    |  |